# Senariocrinus maucheri
Senariocrinus maucheri ist eine ausgestorbene Seelilie, die im Bundenbacher Hunsrückschiefer nachgewiesen wurde. Die Erstbeschreibung erfolgte 1934 durch Wilhelm Erich Schmidt.
In seinem 1934 erschienenen Werk Die Crinoideen des Rheinischen Devons beschreibt der Autor W. E. Schmidt die Senariocrinus als neue Gattung, welche er von Cremacrinus unterscheidet und der Familie der Calceocrinidae zuordnet. Durch die Ausprägung eines zweiten Scharniergelenkes im Kelch isoliert Schmidt die Senariocrinus innerhalb der Calceocrinidae und stellt sie als ein Endglied der Cremacrinus-Reihe dar, welches unter Rückbildung des Stiels zu einer freischwimmenden Lebensweise übergegangen ist.
In Bezugnahme auf P. H. Carpenter und Francis Arthur Bather, welche von einem Funktionswechsel durch Ausbildung eines Ventraltubus aus einem Arm ausgehen, stellt Schmidt die Frage, ob bei dem erneuten Funktionswechsel der Senariocrinus maucheri eine Ausnahme von dem Erfahrungsgrundsatz der Irreversibilität einer einmal eingeschlagenen Entwicklungsrichtung vorliegt.
Die Autoren Hans Hess, William I. Ausich, Carlton E. Brett, und Michael J. Simms gehen in ihrem Werk Fossil Crinoids auf Schmidts Frage ein und schreiben, dass Senariocrinus maucheri ihren Stiel wahrscheinlich zur Befestigung auf schlammigen Böden verwendete (Fossil Crinoids S. 20).